# Terestrombus terebellatus
Terestrombus terebellatus là một loài ốc biển, là động vật thân mềm chân bụng sống ở biển trong họ Strombidae, họ ốc nhảy.

## Hình ảnh

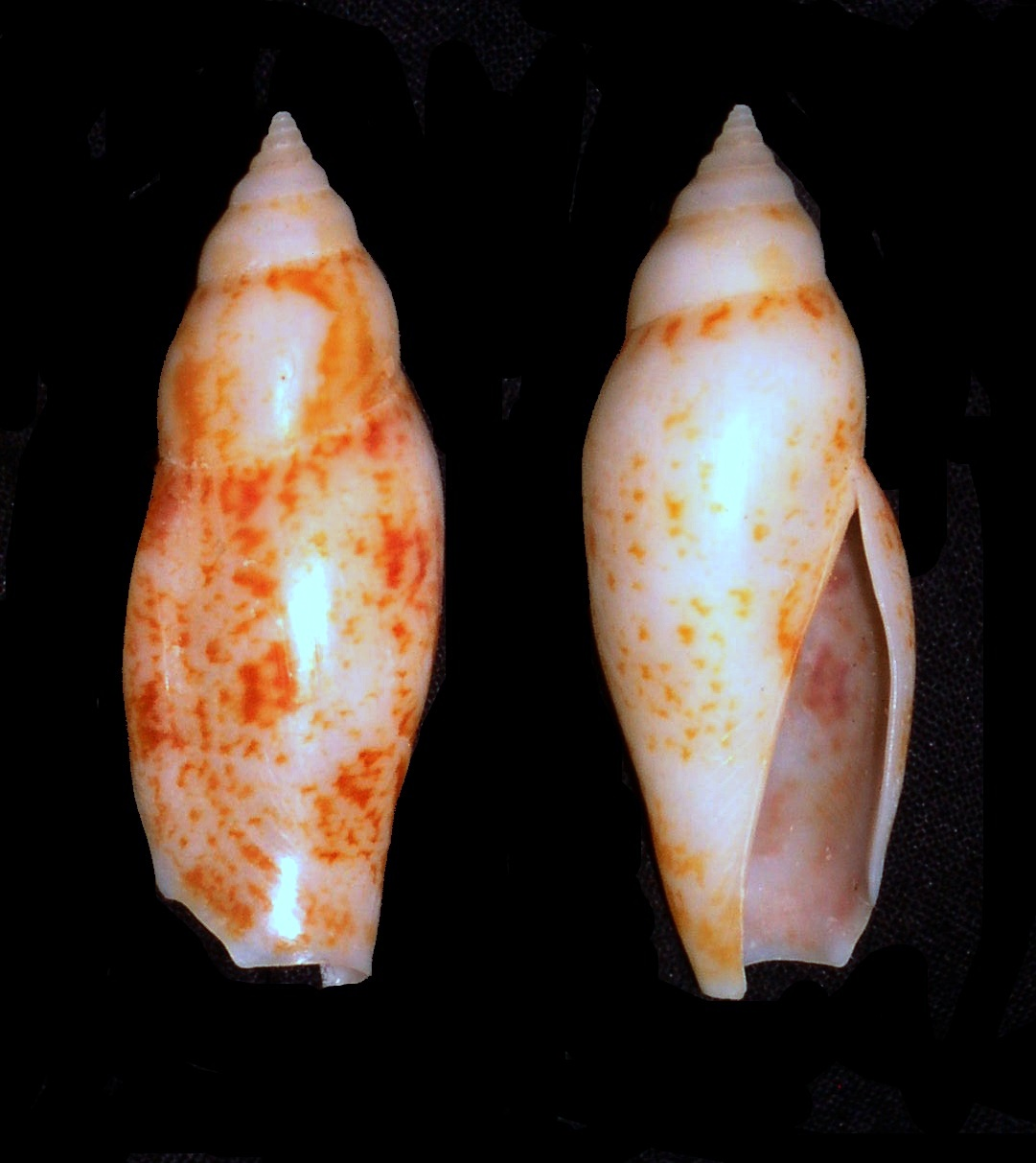